# Globos de Ouro 2018

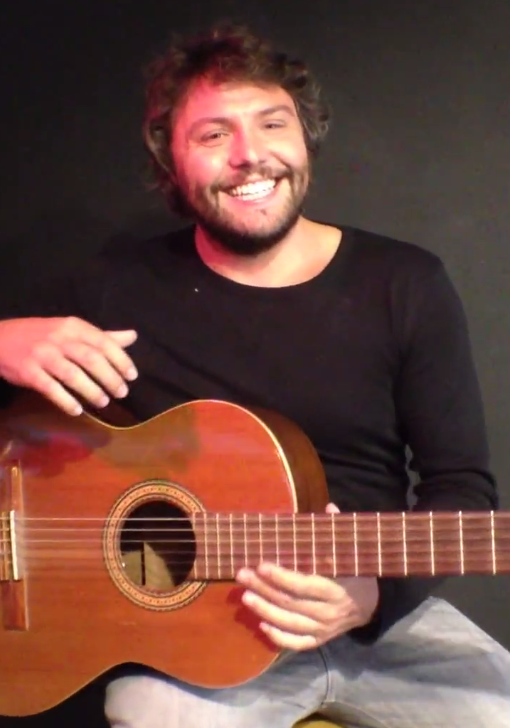
César Mourão

Die 23. Verleihung des Globo de Ouro fand am 20. Mai 2018 im Coliseu dos Recreios in Lissabon statt. Der Gala-Abend wurde von César Mourão moderiert und vom mitveranstaltenden Fernsehsender SIC übertragen. Die Eröffnung wurde von Filipe La Féria inszeniert.
Den Globo de Ouro im Jahr 2018, für Leistungen im Jahr 2017, erhielten folgende Persönlichkeiten:

## Auszeichnungen nach Kategorien

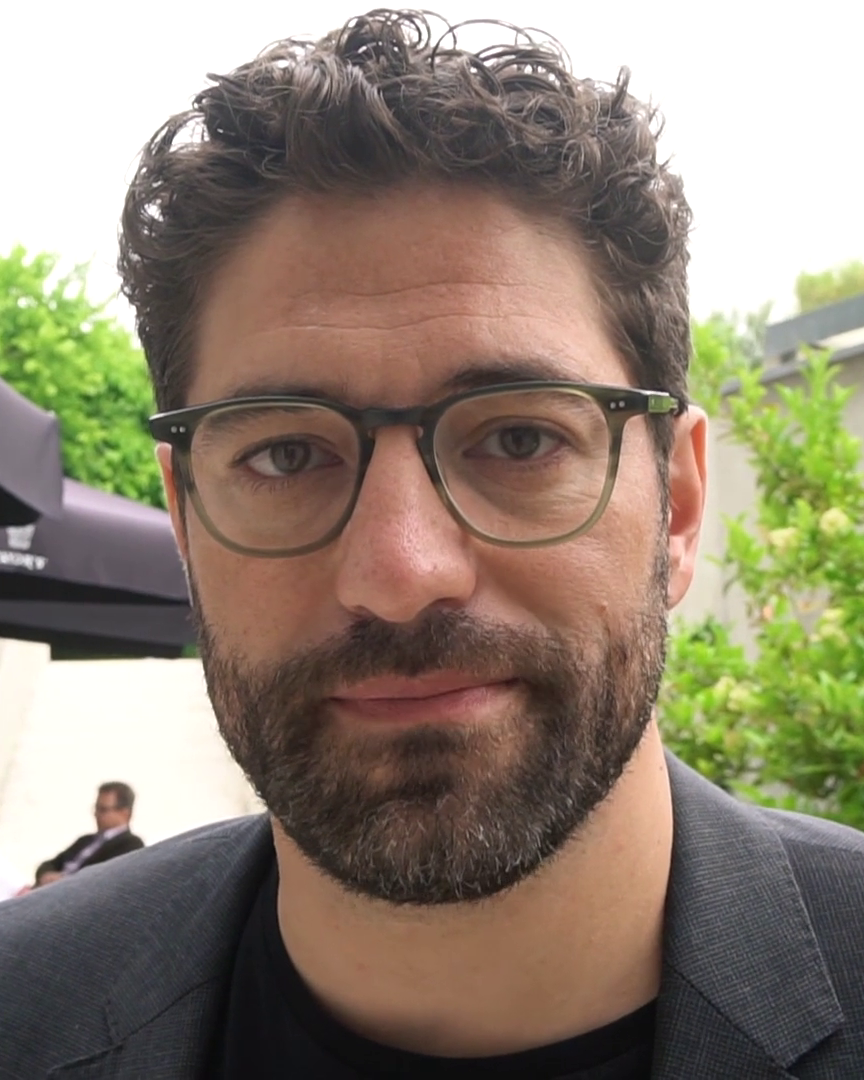
Nuno Lopes

### Kino
- Beste Schauspielerin: Rita Blanco in Fátima
- Bester Schauspieler: Nuno Lopes in São Jorge
- Bester Film: São Jorge von Marco Martins

### Mode
- Bestes weibliches Model: Maria Miguel
- Bestes männliches Model: Fernando Cabral
- Beste Modedesignerin: Alexandra Moura

### Musik
- Beste Einzelinterpretin: Raquel Tavares
- Beste Gruppe: HMB
- Bestes Lied: Amar pelos dois – Salvador Sobral

### Sport
- Beste Sportlerin: Inês Henriques
- Bester Sportler: Cristiano Ronaldo
- Bester Trainer: Leonardo Jardim

### Theater
- Beste Schauspielerin: Rita Cabaço (in A Estupidez)
- Bester Schauspieler: Miguel Loureiro (in Esquecer)
- Beste Aufführung: Sopro (Inszenierung von Tiago Rodrigues)

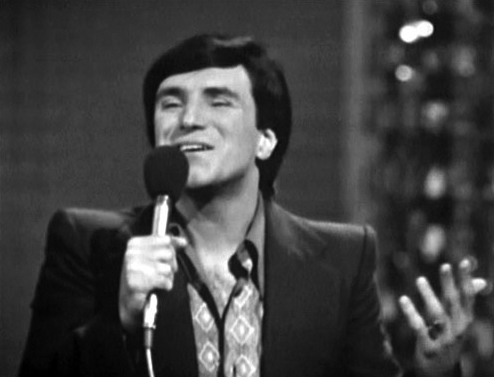
José Cid (1974)

### Entdeckung des Jahres
- Bárbara Bandeira

### Lebenswerk
- José Cid